# Nachal ha-Šnajim
Nachal ha-Šnajim (hebrejsky: נחל השנים) je vádí v severním Izraeli.
Začíná v nadmořské výšce okolo 200 metrů ve vysočině Ramat Menaše, v prostoru mezi vesnicí Ejn ha-Emek a městem Jokne'am. Nachází se tu pramen Ajanot Jo'aš Jicchak (עינות יואש ויצחק) pojmenovaný podle dvou Židů, kteří zde byli zabiti v roce 1936 během arabského povstání. Na ně upomíná i název vádí (Nachal ha-Šnajim, hebrejsky Vádí dvou). Vádí směřuje k jihovýchodu skrz odlesněné svahy. V prostoru takzvaného Údolí míru (Emek ha-Šalom, עמק השלום), kde stojí statek založený roku 1960 německým občanem, ústí zleva do vádí Nachal ha-Šofet.